# Leroy Sané
Leroy Aziz Sané, född 11 januari 1996 i Essen, är en tysk fotbollsspelare som spelar för Bayern München i Bundesliga. 

## Klubbkarriär
Leroy Sané växte upp i Wattenscheid i Bochum och började spela fotboll i SG Wattenscheid 09. Han spelade sedan för FC Schalke 04 innan han gick till Bayer 04 Leverkusen. Han återvände till FC Schalke 04 där han kom att göra sin proffsdebut 2014. 
I juli 2020 värvades Sané av Bayern München, där han skrev på ett femårskontrakt.

## Landslagskarriär
I november 2022 blev Sané uttagen i Tysklands trupp till VM 2022.

## Privatliv
Leroy Sané är son till den senegalesiska fotbollsspelaren Souleyman Sané och den tyska gymnasten Regina Weber.

## Meriter
Manchester City
- Engelsk mästare: 2018, 2019
- Engelsk cupvinnare: 2019
- Engelsk ligacupvinnare: 2018, 2019
- Vinnare av FA Community Shield: 2018, 2019

 Bayern München
- Tysk mästare: 2021, 2022, 2023, 2025
- Tysk supercupvinnare: 2021, 2022
- Vinnare av Uefa Super Cup: 2020
- Vinnare av klubblags-VM: 2020

 Tyskland
- Vinnare av Fifa Confederations Cup: 2017

Individuellt
- Årets Unge fotbollsspelare i England (PFA): 2017–18